# Starzlach (Breitach)
Die Starzlach ist ein linker und westlicher Zufluss der Breitach in den Allgäuer Alpen oberhalb des Dorfes Weidach von Markt Oberstdorf im bayerischen Landkreis Oberallgäu.
In der Region gibt es zwei weitere Gewässer desselben Namens, siehe dazu Starzlach.

## Verlauf
Die Starzlach entspringt in den Allgäuer Voralpen westlich der Iller nordwestlich von Rohrmoos zwischen dem Piesenkopf (1629 m ü. NHN) im Südwesten und den Gauchenwänden im Nordosten. Sie fließt anfangs südostwärts und steil durch einen Talwald bis nahe Rohrmoos, wo sie sich, inzwischen im Gebiet der Marktgemeinde Oberstdorf, auf etwa 1059 m ü. NHN am Zufluss des rechten Hörnlegrabens nach Osten wendet. Sodann läuft sie länger, flacher und recht beständig ostwärts durch das Starzlachtal.
Sie mündet einen guten Kilometer südwestlich des Dorfes Weidach von Oberstdorf auf etwa 820 m ü. NHN von links in die Breitach.

## Einzelnachweise

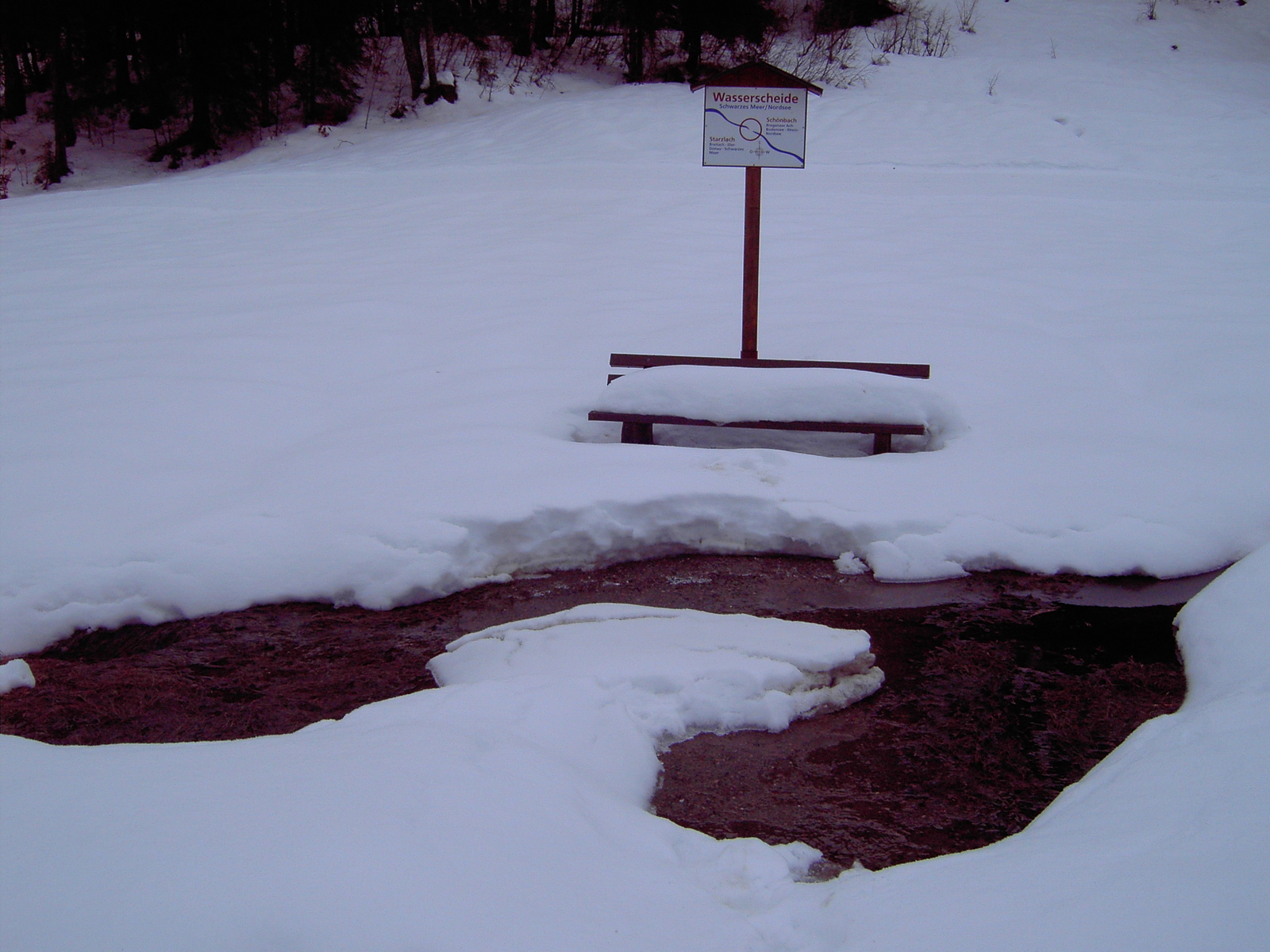
Ursprung der Starzlach

## Zuflüsse
- Hörnlegraben (rechts)
- Letzenbach (links)